# MAP3K12
MAP3K12 («митоген-активируемая белковая киназа киназы киназы 12»; англ. mitogen-activated protein kinase kinase kinase 12, MLK) — цитозольная серин/треониновая протеинкиназа семейства MAP3K, продукт гена MAP3K12.

## Структура
MAP3K12 состоит из 859 аминокислот, молекулярная масса 93,2 кДа. Вторичная структура включает два белковых мотива лейциновая застёжка-молния. Описано 2 изоформы белка, образующиеся в результате альтернативного сплайсинга, также предполагается существование ещё 2 изоформ.

## Функция
Белок, кодируемый геном MAP3K12, также обозначается DLK. Член семейства MAP3K серин/треониновая протеинкиназ. MAP3K12 содержит двойной белковый мотив лейциновая застёжка-молния, экспрессирована преимущественно на нейрональных клетках. Фосфорилирование киназы в синаптическом терминале регулируется мембранной деполяризацией за счёт кальцинейрина. Эта киназа образует гетеродимеры за счёт своего домена лейциновая застёжка-молния с белками CREB и MYC. Играет регуляторную роль в нейрональной дифференцировке, индуцированной протеинкиназой A или ретиноевой кислотой.

## Роль в развитии
MAP3K12 может инициировать координированные сигнальные каскады приводящие к фосфорилированию киназ JNK. Это может играть роль в развитии нервной системы у млекопитающих. В нейрональном развитии критически важными процессами являются миграция нейронов и рост аксонов. Отсутствие MAP3K12 у мышей приводило к нарушению нейрональной миграции, гипоплазии нескольких аксональных трактов и сниженному количеству аксонов в различных областях мозга, таких как пояс и внутренняя капсула. Кроме этого, ингибирование MAP3K12 или JNK задерживает радиальную миграцию и нарушает формирование неокортекса у мыши. Другой важный процесс в развитии нервной системы — апоптоз нейронов. Отсутствие MAP3K12 защищает сенсорные нейроны в клеточной культуре от апоптоза, который в нормальных условиях запускается при отсутствии фактора роста нервов.

## Взаимодействия
MAP3K12 взаимодействует с MAPK8IP1, MAP2K7 и MAPK8IP2.